# Sybra luzonica
Sybra luzonica là một loài bọ cánh cứng trong họ Cerambycidae.